# 圣嘉耶当堂 (佛罗伦萨)

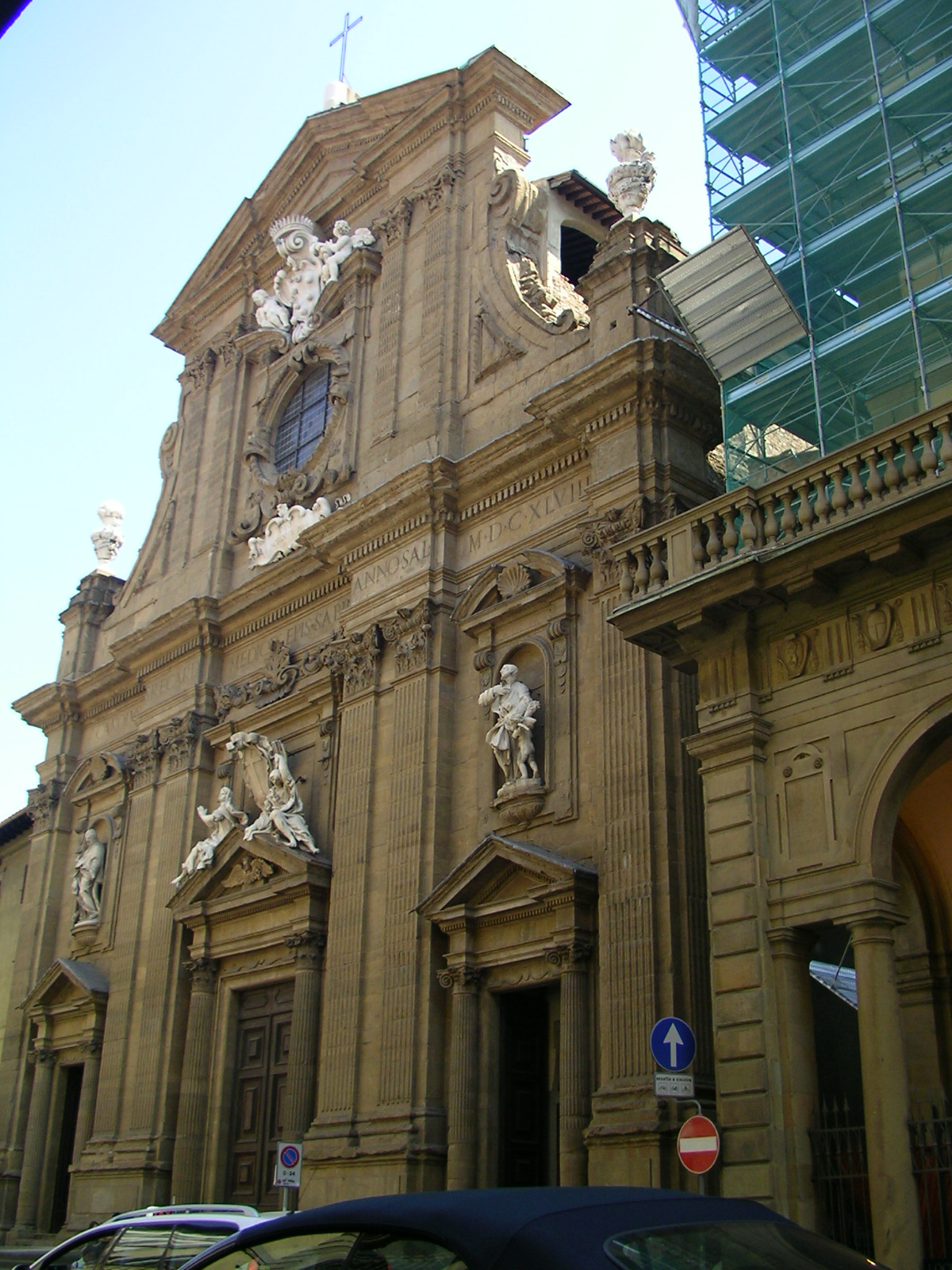
立面

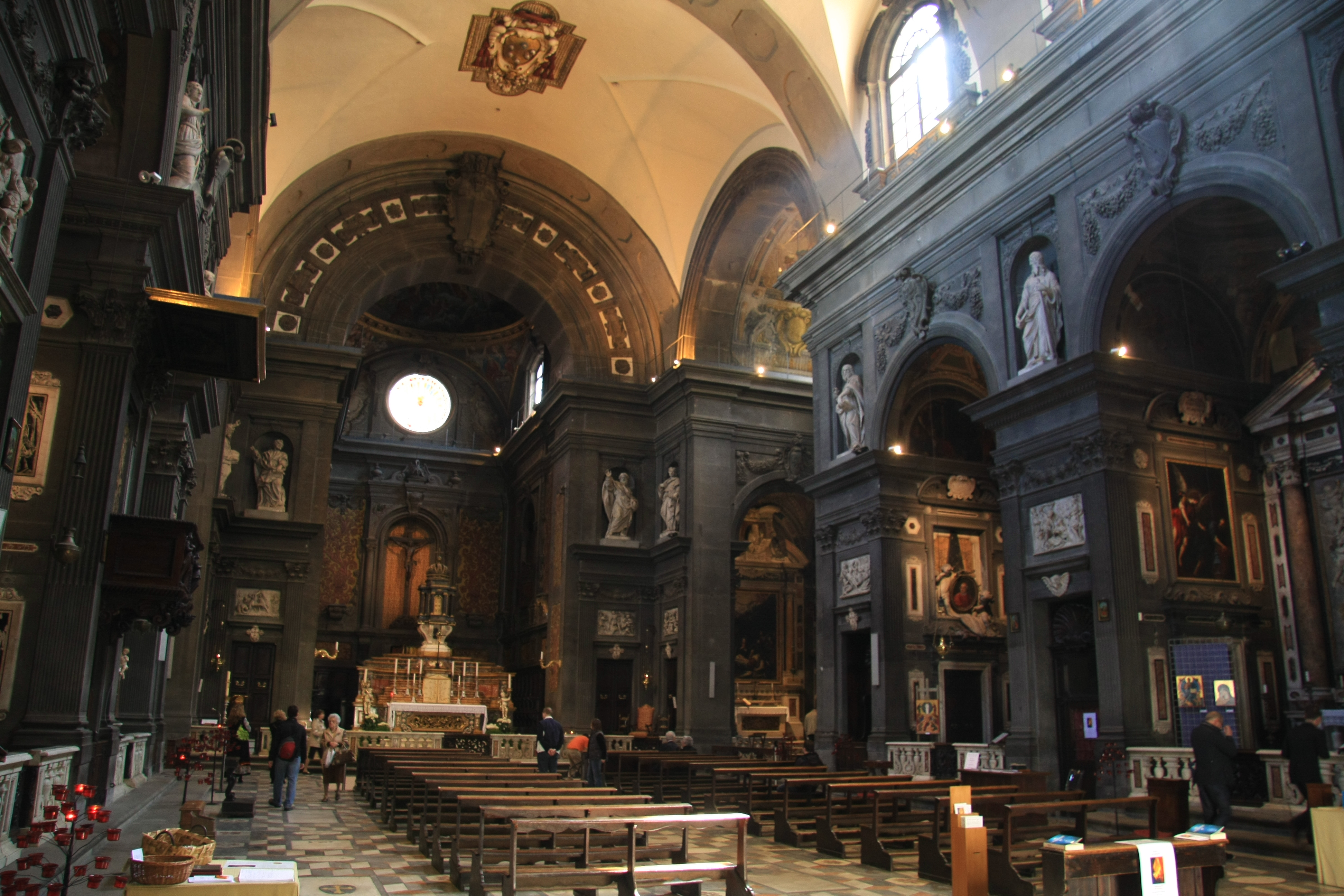
内部

圣嘉耶当堂（Santi Michele e Gaetano）是意大利佛罗伦萨的一座教堂，位于Piazza Antinori，是佛罗伦萨这座以文艺复兴建筑闻名的城市中，巴洛克建筑最重要的实例。

## 历史
这是一座戴蒂尼修会的教堂，从佛罗伦萨的贵族家庭获得资金，包括美第奇家族。卡罗·美第奇枢机主教特别关注这项工程，他的名字是刻在正立面上。修建工程从1604年到1648年。最初的设计者是Bernardo Buontalenti，但是后来一些建筑师插手，每个人都改变了设计。两个最重要的建筑师是Matteo Nigetti和Gherardo Silvani。
这座教堂又称为“圣弥额尔与嘉耶当堂”，因为它修建在罗曼式的圣弥额尔教堂（San Michele Bertelde）的原址上。新教堂献给戴蒂尼修会的创始人之一圣嘉耶当，但是直到1671年他被封圣，教堂才正式以他的名字命名。

## 立面
教堂的立面，用雕刻装饰，是非常典型的佛罗伦萨教堂，并且偏爱用几何形体装饰墙面。

## 内部

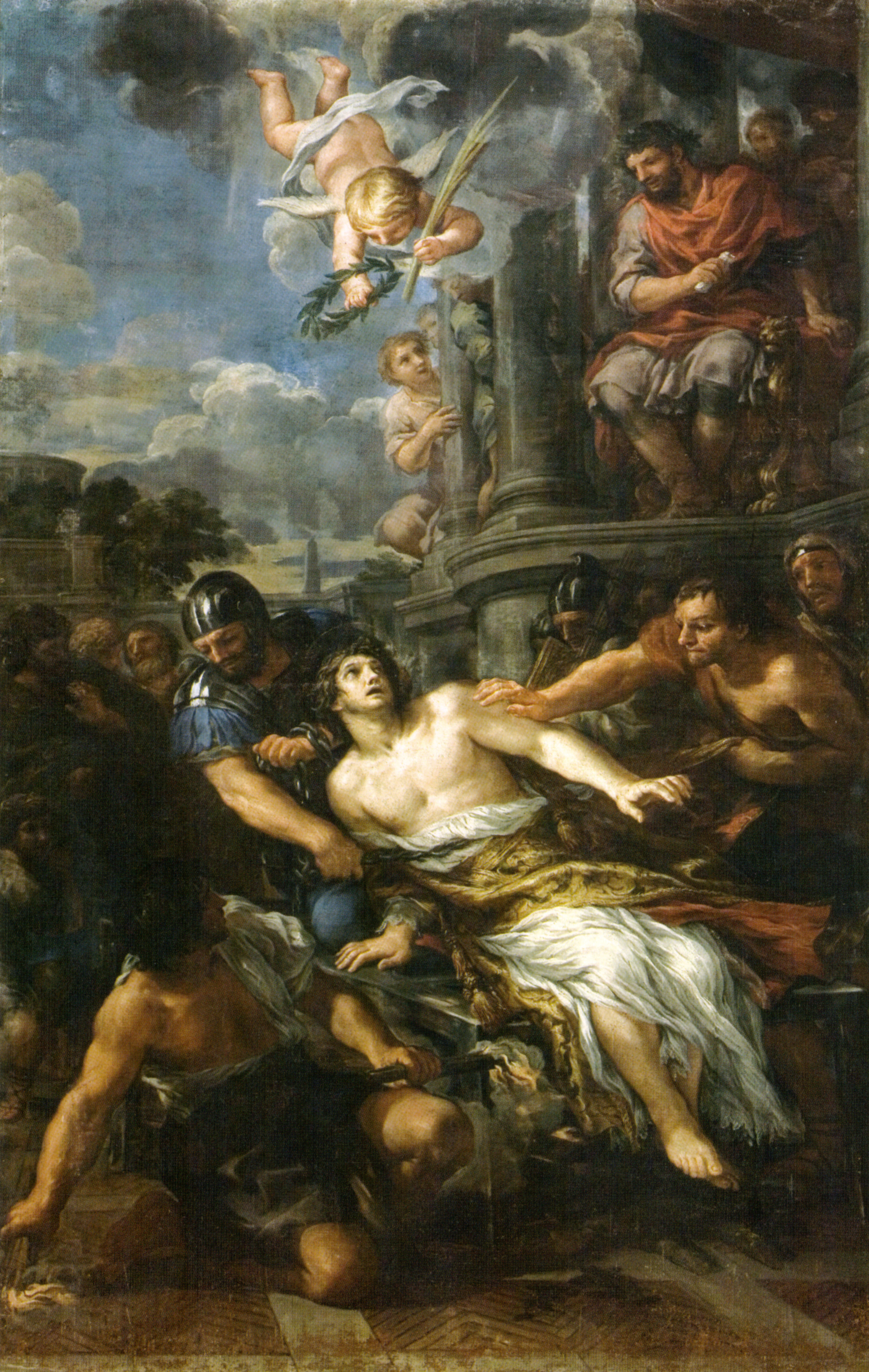
圣老楞佐殉教

左侧的第二座礼拜堂是弗兰切斯基小堂，弗兰切斯基是银行家和商人贵族家族。小堂内有彼得罗·达·科尔托纳的作品《圣老楞佐殉教》。右侧玛特欧·罗塞利的圣诞小堂内，有乔瓦尼·弗朗切斯科·苏西尼的青铜受难苦像，被认为是他最好的雕塑作品。